# Нерутавож
Нерутавож — река в России, протекает по Ненецкому автономному округу. Устье реки находится в 97 км по правому берегу реки Нерута. Длина реки составляет 30 км.
Система водного объекта: Нерута → Баренцево море.

## Данные водного реестра
По данным государственного водного реестра России относится к Двинско-Печорскому бассейновому округу, водохозяйственный участок — реки бассейна Баренцева моря от восточной границы бассейна р. Печора до восточной границы бассейна р. Бол. Ою. Речной подбассейн реки — подбассейн отсутствует. Речной бассейн реки — бассейны рек междуречья Печоры и Оби, впадающие в Баренцево море.
Код объекта в государственном водном реестре — 03060000112103000084890.